# Eusebio Vicuña Vásquez
Eusebio Edilberto Vicuña Vásquez (Junín, 5 de marzo de 1950) es un abogado y político peruano. Fue congresista de la república en el periodo 1995-2000 y congresista constituyente en 1992.

## Biografía
Nació en Ulcumayo, ubicado en la provincia y departamento de Junín, el 5 de marzo de 1950. Es casado y tiene dos hijos.
Desarrolló sus estudios secundarios en la GUE Pedro A. Labarthe, Daniel Alcídes Carrión y en el Colegio Aplicación San Marcos. Es abogado egresado de la Universidad San Martín de Porres y realizó Maestría en Psicología de la Familia, anteriormente se dedicó al ejercicio independiente de su carrera.
Ha sido presidente de la Asociación Distrital Ulcumayo y fue declarado hijo predilecto en la Provincia de Junín, Satipo y Distritos.

## Labor política
Inició su carrera política como candidato a la Cámara de Diputados en representación de Junín en las elecciones parlamentarias de 1985, sin embargo, no resultó elegido.
Se afilió al Frente Popular Agrícola del Perú (FREPAP) donde ejerció como secretario general del partido y luego en las elecciones generales de 1990, postuló al Senado sin lograr éxito.

### Congresista Constituyente
En 1992, tuvo éxito al ser elegido como congresista constituyente por el Frente Popular Agrícola del Perú con 18,142 para el periodo 1992-1995.
Aquí fue donde se creó la Constitución Política del Perú de 1993 que actualmente sigue vigente.

### Congresista
Para las elecciones generales de 1995, decidió renunciar al FREPAP para luego afiliarse a Cambio 90 del entonces presidente Alberto Fujimori y postular al Congreso de la República donde logró ser elegido con 8,427 para el periodo parlamentario 1995-2000.
Al culminar su gestión, intentó ser reelegido en las elecciones parlamentarias del 2000 por la alianza Perú 2000 que buscaba un tercer gobierno de Fujimori, sin embargo, Vicuña no resultó reelegido. De igual manera cuando intentó volver al parlamento en las elecciones del 2006 por Alianza por el Futuro.